# Jorge Meléndez Celis
Jorge Enrique Meléndez Celis (Yurimaguas, 31 de diciembre de 1974) es un ingeniero forestal y político peruano. Fue congresista de la República en representación de Loreto (2016-2019) y Ministro de Desarrollo e Inclusión Social del Perú durante los Gobiernos de Martín Vizcarra y Pedro Pablo Kuczynski (2018, 2019).

## Biografía
Es ingeniero forestal por la Universidad Nacional de la Amazonía Peruana. Tiene una maestría de Gestión y Ordenamiento Ambiental del Territorio por la Universidad Nacional Mayor de San Marcos.
Fue especialista en Ciencias Agropecuarias de la Gerencia Subregional de Alto Amazonas (2009). Fue Gerente General en la Empresa Palmas de Huallaga S.A.C. (2014-2016) y consultor en el Fondo de Promoción de las Áreas Naturales Protegidas por el Perú (2015). Formó parte del Proyecto Especial Datem del Marañón, Alto Amazonas - Loreto - Condorcanqui (2015).

### Congresista de la República
En 2016 postuló al Congreso de la República del Perú por Peruanos Por el Kambio, con el número 1 de la lista por Loreto. Ganó la curul obteniendo 18 972 votos preferenciales. El 22 de julio de 2016 juró como Congresista de la República. En el parlamento ocupó el cargo de Presidente de la Comisión de Comercio Exterior y Turismo. Tras la disolución del Congreso decretado por el presidente Martín Vizcarra su cargo congresal llegó a su fin el 30 de septiembre de 2019.

### Ministro de Desarrollo e Inclusión Social
El 9 de enero de 2018, juró como Ministro de Desarrollo e Inclusión Social del gobierno de Pedro Pablo Kuczynski, formando parte del denominado “Gabinete de la Reconciliación” presidido por Mercedes Aráoz. Se convirtió en el primer hombre en ser titular de dicho Ministerio, desde que fuera creado en el 2011.
El 3 de octubre de 2019, durante el Gobierno de Martín Vizcarra, retornó al MIDIS tras la disolución del Congreso, juramentando en el Gabinete presidido por Vicente Zeballos. El 27 de octubre, tras emitirse unos audios donde Meléndez era vinculado a una red de tráfico ilegal de madera en la región Loreto, renunció a su cargo pocas horas después.